# Eliezer Mayenda
Eliezer Mayenda Dossou (* 8. Mai 2005 in Saragossa) ist ein spanischer Fußballspieler.

## Karriere

### Verein
Mayenda begann seine Laufbahn in seiner Geburtsstadt Saragossa beim CD Ebro. Später wechselte er nach Frankreich zum Breuillet FC, ehe er sich 2016 dem CS Brétigny anschloss. 2019 wechselte er in die Jugendakademie des FC Sochaux. Sein Debüt für die Profis gab der Stürmer im Dezember 2021 nach später Einwechslung in der Coupe de France gegen den FC Nantes. Im August 2022 debütierte er schließlich auch in der Ligue 2, als er am 1. Spieltag der Saison 2022/23 gegen den Paris FC wenige Minuten vor Abpfiff ins Spiel kam.
Im Juli 2023 wechselte Mayenda mit einem Fünfjahresvertrag zum englischen Zweitligisten AFC Sunderland. Im Februar 2024 wurde er an den schottischen Erstligisten Hibernian Edinburgh verliehen.

### Nationalmannschaft
Mayenda kam im Februar 2022 dreimal für die spanische U-17-Auswahl zum Einsatz.